# San Jose (Tarlac)
Pour les articles homonymes, voir San Jose.
San Jose est une localité de la province de Tarlac, aux Philippines. En 2015, elle compte 36 253 habitants.